# Qatar i olympiska sommarspelen 1988
Qatar deltog i de olympiska sommarspelen 1988 med en trupp bestående av 10 deltagare, men ingen av landets deltagare erövrade någon medalj.

## Friidrott
Herrarnas 10 000 meter
- Ahmed Ebrahim Warsama
  - Heat – 29:37,99 (→ gick inte vidare)